# Sybrinus commixtus
Sybrinus commixtus là một loài bọ cánh cứng trong họ Cerambycidae.